# Smatch
Smatch was een supermarktketen in België, die zowel in Vlaanderen als in Wallonië winkels had. Smatch was onderdeel van de Louis Delhaize Group, evenals supermarktketen Match. De meeste gevels van de Smatch-supermarkten waren groen en rood, wat de huiskleuren van de keten waren.
Het huismerk van Smatch was Cora, Winny het goedkoopste merk in de winkelketen.
Smatch had vele winkels van de warenhuisketen Profi overgenomen.
In 2021 besliste de Louis Delhaize Group om de warenhuisketens Match en Smatch om te vormen naar Louis Delhaize-winkels. Deze gehele operatie moest ten laatste tegen 2026 voltooid zijn en heeft een kostenplaatje van ongeveer 90 miljoen euro. In 2023 zette de groep de Match- en Smatch-winkels te koop. Hiervan werden er 57 aan Colruyt verkocht.